# Józefosław
Józefosław (niem. Krapenest) – wieś sołecka w Polsce położona w województwie mazowieckim, w powiecie piaseczyńskim, w gminie Piaseczno. Leży przy południowej granicy Lasu Kabackiego, 15 km od centrum Warszawy, w bezpośrednim sąsiedztwie miejsca katastrofy samolotu Tadeusz Kościuszko. W 2021 roku według Narodowego Spisu Powszechnego liczba mieszkańców sięgnęła 14 809 osób. Jest największą wsią w Polsce pod względem liczby ludności.

## Demografia
Tabela przedstawia liczbę mieszkańców na przestrzeni lat w danych latach:
| 1998 | 2009 | 2012   | 2013   | 2014   | 2015   | 2016 |
| ---- | ---- | ------ | ------ | ------ | ------ | ---- |
| 568  | 5230 | 6788   | 7371   | 7902   | 8283   | 8659 |
| 2017 | 2018 | 2019   | 2020   | 2021   | 2023   |      |
| 9005 | 9404 | 10 127 | 10 481 | 14 809 | 11 927 |      |

## Historia

### Zabór pruski
W wyniku III rozbioru Polski w 1795 roku Piaseczno wraz z okolicami znalazło się w granicach zaboru pruskiego, na terenie tzw. Prus Południowych ze stolicą w Warszawie. Grunty dawnego starostwa piaseczyńskiego, należące wcześniej do króla polskiego przeszły na własność króla pruskiego a te niezagospodarowane objęto akcją kolonizacyjną. Władze pruskie, zasiedlając tereny, kierowały się względami germanizacyjnymi, a także gospodarczymi. W okolice współczesnego Józefosławia przybyły w latach 1802–1803 rodziny z południowo-zachodniej Rzeszy Niemieckiej (Księstwo Wirtemberskie).

### Epoka napoleońska
Do grudnia 1806 roku, tj. do czasu wejścia na te tereny wojsk napoleońskich, w Prusach Południowych osiedlono 6 tysięcy osób. Tereny, na których znajduje się miejscowość, zachowały jednak swój polski charakter. W 1807 roku wieś i okolice weszły w skład Księstwa Warszawskiego.

### Królestwo Polskie
W związku z likwidacją Księstwa podczas kongresu wiedeńskiego, wieś znalazła się w Królestwie Polskim. W 1820 roku rząd Królestwa Polskiego dokonał zmiany niemieckich nazw kolonii na polskie. Nazwy Józefosław używano odtąd wymiennie z dawną Krapenest. Do 1867 r. Józefosław należał do gminy Lesznowola. W latach 1867–1952 znajdował się w granicach gminy Nowo-Iwiczna z siedzibą wójta w Starej Iwicznej.

### 1914–1944
W momencie wybuchu I wojny światowej Imperium Rosyjskie w 1914 roku wydało dekret, na mocy którego ewangelicką część ludności wysiedlono na wschód Rosji. W wyniku działań wojennych wieś i okolice znalazły się na terenach okupowanych przez wojska niemieckie. Po odzyskaniu przez Polskę niepodległości wieś znalazła się na terytorium II Rzeczypospolitej. Podczas kampanii wrześniowej miejscowość została zajęta przez III Rzeszę. W 1944 roku większość rodzin niemieckich ewakuowano na tereny niemieckie z powodu nadchodzących wojsk radzieckich.

### Po 1945 roku
Dnia 1 lipca 1952 roku zniesiono gminę Nowo-Iwiczna, a sam Józefosław włączono do gminy Jeziorna. Po likwidacji gmin w Polsce od początku 1955 należał do gromady Chylice. Po zniesieniu gromad w 1972 roku wieś należy do gminy Piaseczno. W latach 1975–1998 miejscowość administracyjnie należała do województwa warszawskiego. Do wczesnych lat dziewięćdziesiątych XX wieku wieś miała charakter głównie rolniczy – dominowały gospodarstwa i grunty orne. W ostatnich latach powstaje tam coraz więcej zabudowy jednorodzinnej.
W Józefosławiu znajduje się parafia św. Józefa Opiekuna Pracy znana między innymi z żywiołowo prowadzonego duszpasterstwa sportowego dla dzieci. W parafii odbywają się również liczne wydarzenia kulturalne, jak np. coroczny Międzynarodowy Festiwal „Musica Classica” organizowany przez Stowarzyszenie Miłośników Muzyki Klasycznej „Con Fuoco”, działające przy parafii.

## Kontrowersje
Wraz z dynamicznym rozwojem wsi oraz wzrostem zapotrzebowania na infrastrukturę mieszkalną rozwija się proces agresywnej zabudowy przez deweloperów. Gęsta zabudowa charakteryzuję się brakiem zapewnienia odpowiedniej infrastruktury tj. (brak chodników i wąskie drogi dojazdowe). Mieszkańcy zgłaszają problem z coraz większym ruchem oraz tłokiem.